# Котово (Белгородская область)
Котово — село в Старооскольском городском округе Белгородской области, входящее в состав Котовской сельской территории. Находится примерно в 10 километрах от города Старый Оскол.

## История
Котово основано как деревня Ублинского стана, выше отводной поляны на левом берегу реки Убля в устье лога, впоследствии получившего название Дегтярного, основана в 1634 году. Фамилия Котова в поселении того времени не встречалась, возможно, ранее здесь находился починок Василия Котова, который перебрался в иной стан.
В 1876 году в селе Котово построен прихожанами кирпичный храм во имя Архистратига Михаила.
В 1889 году в селе Котово было 237 дворов, 1689 жителей, земская школа, хлебозапасный магазин, водяная мукомольная мельница Савина, кузница, две лавки: мелочная и винная.
С 1920 года начался переход к новой административной форме управления. Постепенно исчезают волости и административно-территориальными единицами становятся сельсоветы. Был организован Котовский сельский Совет. До этого времени село Котово относилось к Курской губернии, Старооскольского уезда.
С 1925—1926 годов стали появляться первые комитеты крестьянской взаимопомощи. С 1929 года в Котово на базе артелей образованны колхозы «Светлый Луч» и «Имени 1 Мая».
Утром 2 июля 1942 года Котово было оккупировано венгерскими частями. С 3 июля по 5 февраля 1943 года Котово находилось в зоне оккупации. Освобождение села началось во второй половине января 1943 года. Наступление началось ударом 4-го танкового корпуса с юго-востока на Касторное и танковых частей 13-й армии с севера. Танкисты вместе с десантом ворвались в Касторное, завершив тем самым окружение частей 2-й немецкой армии. 6 января части 107-й стрелковой дивизии после тяжёлого марша от Острогожска, развернувшись на рубеже Новокладовое – Котово – Незнамово, начали наступление на Старый Оскол. Сёла Терехово и Котово были освобождены от немецко-фашистских захватчиков 25 января 1943 года. Погибшие воины при освобождении наших сёл были захоронены в разных местах. И только по решению исполкома Котовского сельского совета останки погибших воинов были перезахоронены в братской могиле у здания Котовской школы в 1948 году.
В 1950 году Котовская семилетняя школа была преобразована в среднюю школу. В 1953 году правлением колхоза «Ленинский Путь» было решено построить клуб с библиотекой и почтовым отделением.
Когда была образована Белгородская область в 1954 году, в состав Старооскольского района вошли села Терехово и Котово. Тереховский и Котовский сельские советы были объединены в один – Котовский сельский Совет депутатов трудящихся Старооскольского района Белгородской области.
1 октября 1959 года по приказу областного управления сельского хозяйства Тереховский и Котовский колхозы объединились в один колхоз – «Ленинский Путь».
В 1964 году по решению исполкома Котовского сельского совета и парткома колхоза братская могила с останками погибших воинов была перенесена на границу между селами Котово и Терехово, к зданию правления колхоза «Ленинский путь». На средства Котовского сельского Совета был изготовлен и установлен на братской могиле памятник погибшим героям. В 1965 году на средства Котовского сельского Совета были установлены мемориальные плиты героям-землякам.
По решению Совета Министров РСФСР от 21.01.1977 г., с 1 февраля 1977 года колхоз «Ленинский Путь» реорганизован в совхоз «Ленинский».
В 1980 году открыт детский сад «Солнышко» для детей работников совхоза «Ленинский» на 50 мест, который впоследствии прекратил работу. В 2010 году открылся новый детский сад "Облачко".
В 1987 году открылся автобусный маршрут Старый Оскол – Терехово.
В 1992 году совхоз реорганизован в АОЗТ «Заречье».
В 1997 году Котово (389 личных хозяйств, 1120 жителей) — центр Котовского сельского округа (2 села, 2 хутора) в Старооскольском районе Белгородской области.
15 июля 2007 года архиепископом Белгородским и Старооскольским Иоанном был освящен закладной камень на месте строительства нового храма. 21 ноября 2017 года, в день празднования праздника Собора Архангела Михаила, исполнилось 10 лет со дня образования прихода храма Архангела Михаила в селе Котово.

## Объекты социальной сферы
- Школа[7]
- Детский сад[6]
- Фельдшерско-акушерский пункт[8]

## Население
| 2002 | 2010 |
| ---- | ---- |
| 951  | ↘944 |

## Известные уроженцы
- Тулинов Дмитрий Васильевич (20 октября 1915 — 24 мая 1983) — капитан Рабоче-крестьянской Красной Армии, участник Великой Отечественной войны, Герой Советского Союза (1943).
- Тулинов Иван Дмитриевич (родился в 1926 году) - ветеран Великой Отечественной войны, Герой Советского Союза (1945).